# Jogos Olímpicos Intercalares de 1906
Os Jogos Olímpicos Intercalares de 1906 foram um evento multiesportivo internacional celebrado em Atenas, na Grécia. Foi uma edição extraordinária dos Jogos Olímpicos, com pretexto de comemorar o 10º aniversário do recomeço dos jogos em 1896, na cidade de Atenas. Esta edição não é considerada oficial pelo Comité Olímpico Internacional (COI) como os Jogos Olímpicos de Verão de 1906, que seria a quarta, por ser realizada fora do ciclo de quatro anos denominado Olimpíada.

## Preparação
Apesar do sucesso da primeira edição dos Jogos, as duas edições seguintes saldaram-se como fracassos. Tanto a edição de Paris 1900, como a de Saint Louis 1904, foram integradas nas exposições mundiais que se realizavam nas respectivas cidades, relegadas para um lugar secundário e no geral mal organizadas. Estes dois fracassos colocaram fortes dúvidas sobre o futuro do Movimento Olímpico, pelo que se tornava necessário mudar a situação.
Aproveitando o 10º aniversário da realização dos primeiros Jogos Olímpicos da era moderna, foi planejada uma edição intercalada dos jogos, que teria Atenas como sede fixa e aconteceria a cada quatro anos, entre uma edição e outra. O rei Jorge I, da Grécia, liderou o projeto, que não contou com a simpatia do Barão de Coubertin, que considerava a rotatividade entre as sedes imprescindível para garantir um caráter global ao evento.
Mesmo assim, tanto Coubertin como o COI autorizaram a realização dos Jogos. Utilizando a infraestrutura da competição da década anterior, tendo como palco principal o estádio Panatenaico, o evento foi um sucesso, retomando a ideia da curta duração e criando tradições como a abertura com desfile dos atletas separados por delegações.
O êxito fez com que a ideia da Olimpíada Intercalada fosse aceita. No entanto, a próxima edição, que ocorreria em 1910, não foi realizada por um embate entre Grécia e Turquia por Creta, que culminou nas Guerras Balcânicas. A seguinte, em 1914, foi inviabilizada pela I Guerra Mundial. Com a Grécia fragilizada ao fim do conflito, a ideia do evento se perdeu.

## Modalidades disputadas

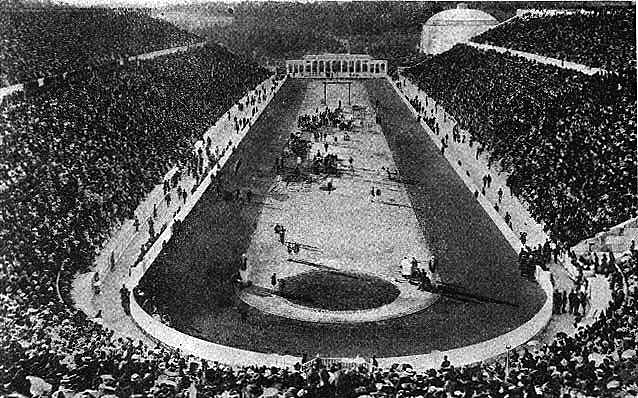
O Estádio Panathinaiko durante os Jogos intercalados.

## Modalidades disputadas[3]
| - Atletismo - Cabo de guerra - Ciclismo - Esgrima - Futebol - Ginástica - Halterofilismo |  | - Lutas - Natação - Remo - Saltos ornamentais - Tênis - Tiro |

## Quadro de medalhas

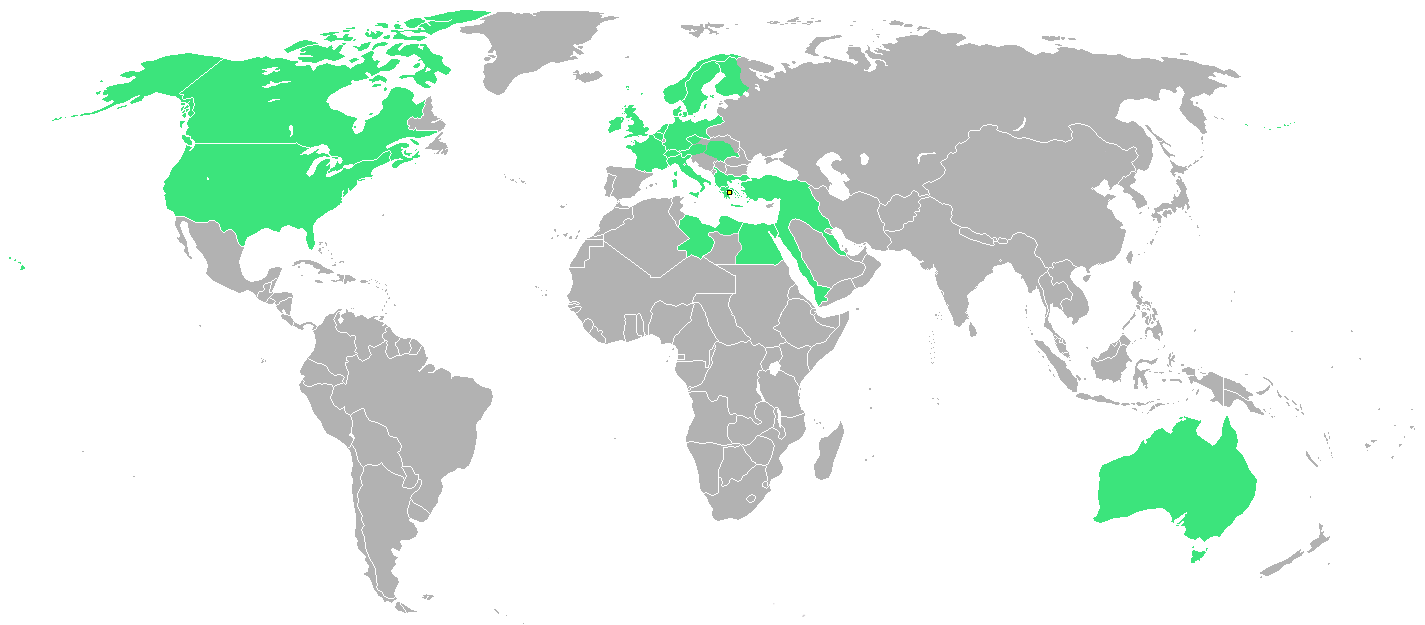
Países participantes

As medalhas distribuídas nesses Jogos não são reconhecidas pelo Comitê Olímpico Internacional. Em destaque o país sede:
| Ordem | País           | Medalha de ouro | Medalha de prata | Medalha de bronze |     |
| ----- | -------------- | --------------- | ---------------- | ----------------- | --- |
| 1     | França         | 15              | 9                | 16                | 40  |
| 2     | Estados Unidos | 12              | 6                | 6                 | 24  |
| 3     | Grécia         | 8               | 14               | 13                | 35  |
| 4     | Reino Unido    | 8               | 11               | 5                 | 24  |
| 5     | Itália         | 7               | 6                | 3                 | 16  |
| 6     | Suíça          | 5               | 6                | 4                 | 15  |
| 7     | Alemanha       | 4               | 6                | 5                 | 15  |
| 8     | Noruega        | 4               | 2                | 1                 | 7   |
| 9     | Áustria        | 3               | 3                | 3                 | 9   |
| 10    | Dinamarca      | 3               | 2                | 1                 | 6   |
| 11    | Suécia         | 2               | 5                | 7                 | 14  |
| 12    | Hungria        | 2               | 5                | 3                 | 10  |
| 13    | Bélgica        | 2               | 1                | 3                 | 6   |
| 14    | Finlândia      | 2               | 1                | 1                 | 4   |
| 15    | Canadá         | 1               | 1                | 0                 | 2   |
| 16    | Países Baixos  | 0               | 1                | 2                 | 3   |
| 17    | Equipe mista   | 0               | 1                | 0                 | 1   |
| 18    | Austrália      | 0               | 0                | 3                 | 3   |
| 19    | Boémia         | 0               | 0                | 2                 | 2   |
|       |                |                 |                  |                   |     |
| Total | Total          | 78              | 80               | 78                | 236 |

• A medalha obtida pela equipe mista foi de atletas greco-belgas que competiram na prova de dois com de 1 milha do remo.
• A medalha de prata da equipe da Esmirna e a medalha de bronze da equipe de Tessalônica no torneio de futebol composta por etnias gregas, são consideradas para a Grécia, apesar de na época ambas as cidades estarem sob posse do Império Otomano.